# Nectandra coeloclada
Nectandra coeloclada är en lagerväxtart som beskrevs av J.G. Rohwer. Nectandra coeloclada ingår i släktet Nectandra och familjen lagerväxter. Inga underarter finns listade i Catalogue of Life.